# Богуше (Сокульський повіт)
Богуше (пол. Bogusze) — село в Польщі, у гміні Сокулка Сокульського повіту Підляського воєводства.
Населення — 495 осіб (2011).
У 1975-1998 роках село належало до Білостоцького воєводства.

## Демографія
Демографічна структура станом на 31 березня 2011 року:
|          | Загалом | Допрацездатний вік | Працездатний вік | Постпрацездатний вік |
| -------- | ------- | ------------------ | ---------------- | -------------------- |
| Чоловіки | 253     | 47                 | 186              | 20                   |
| Жінки    | 242     | 50                 | 134              | 58                   |
| Разом    | 495     | 97                 | 320              | 78                   |